# مقاطعة إستل (كنتاكي)
مقاطعة إستل (بالإنجليزية: Estill County)‏ هي إحدى المقاطعات في ولاية كنتاكي في الولايات المتحدة الأمريكية.